# ストームブリンガー
ストームブリンガー（Stormbringer）は、マイケル・ムアコックのファンタジー小説『エルリック・サーガ』に登場する架空の剣である。法と混沌のバランスをとるために法によって鍛えられた混沌の力を持つ剣。この悪名高き剣は、刀身までびっしりと奇妙なルーン文字の刻まれた、黒く巨大な広刃の剣として描かれる。

## 説明
この剣はほとんどあらゆるものを斬ることができるが、最大の特徴は独自の自我を持っていて、殺した相手の魂を喰らうことである。剣の持ち主である白子の皇帝メルニボネのエルリックは虚弱であり、魔法や薬の力を借りなければ生命を維持できない。魔剣であるストームブリンガーは吸収した魂を生命力と言うかたちでエルリックに還元し彼を助ける。ところが、ストームブリンガーの魂への渇望は非常に強く、しばしばエルリックの手から離れて彼の友人や恋人を殺すという形でエルリックを能動的に裏切る。こうして、吸い取った生命力が自身の中に流れ込んでくるのを感じながら、エルリックの罪悪感と自己嫌悪感はいや増していく。
ストームブリンガーの特徴の一つに「魂を持たない存在からは魂を吸い取れない」というものがある。野生動物やグールに対峙した場合、魔剣としての能力はほぼ期待できない。また、エルリックへの生命力の供給量も必ずしも一定ではなく、エルリックは劇中でしばしば苦境に陥る。
ストームブリンガーにはモーンブレイド（Mournblade）という姉妹の剣があり、エルリックの従兄にして宿敵のイイルクーンが使用した。モーンブレイドはほとんどの点でストームブリンガーと同一の剣であるが、小説中で2本の剣が相対したときにはストームブリンガーが勝利している。二度目にストームブリンガーに敗れたときに姿を消しているが、後にエルリックの従弟ディヴィム・スロームの手に渡り、エルリックの強力な味方となる。
ストームブリンガーはエルリックシリーズの最終巻「ストームブリンガー」のラストで姿を消した後、「ホークムーン・シリーズ」の最終巻「タネローンを求めて」でその姿を現しエレコーゼ、ホークムーン、ルーンの杖と対決する。
新三部作（「夢盗人の娘」「スクレイリングの樹」「白き狼の息子」）では永遠の戦士の一人（かつ、エルリックに良く似た）であるウルリックが、ストームブリンガーの分身「レイヴンブランド」を所有している。

## 関連作品

### 音楽
- ホークウインドは、1985年にエルリックとストームブリンガーの物語に関する The Chronicle of the Black Sword 3部作（スタジオ・アルバム、ライブ・アルバム、ライブ・ビデオ&DVD）を発表している。
- ブルー・オイスター・カルトの歌曲 "Black Blade"

- ディープ・パープルが1974年に発表したアルバム『嵐の使者』（原題: Stormbringer）及び、その同名の楽曲。歌詞には直接的にエルリック・サーガを表現した部分はない。
- マグナムのアルバム未収録曲 "Stormbringer"
- Bloodboundの楽曲"Skyriders and Stormbringers"

### 映画
『レッドソニア』の主人公（ブリジット・ニールセン）が持っている剣としてストームブリンガーが登場する(日本語吹き替えによる命名)。

### ゲーム
エルリック・サーガの世界を舞台にしたテーブルトークRPGが、『ストームブリンガー』というタイトルで発売されている。出版元はケイオシアム社。日本語版はホビージャパン（第2版）およびエンターブレイン（第5版）。また、『エルリック!』という別シリーズのテーブルトークRPGも発売されたことがある。詳細はストームブリンガー (TRPG)の項目を参考。
テーブルトークRPG『アドヴァンスト・ダンジョンズ&ドラゴンズ』では、独自の意志と目的を持った剣が「インテリジェント・ソード」としてルール化されている。ストームブリンガー自体も1980年の Deities and Demigods にエルリックらのデータとともに掲載されたが、著作権上の問題から第3刷からは削除された。その他にもストームブリンガーをモデルにした剣は何本か登場する。代表的な剣は『ホワイトプルームマウンテン』に登場するブラックレイザー（Blackrazor）という剣で、コンピュータRPG『バルダーズ・ゲート2』にも登場する。
コンピュータゲームやボードゲームにおけるストームブリンガーは一種の文化的象徴であり、今日に至るまで多種多様に表現され続けている。